# Manfred Germar
Manfred Germar (* 10. března 1935 Kolín nad Rýnem) je bývalý německý atlet, sprinter, mistr Evropy v běhu na 200 metrů z roku 1958.

## Sportovní kariéra
Jeho prvním mezinárodním vystoupením byl start ve štafetě na 4 × 100 metrů na evropském šampionátu v Bernu v roce 1954, německá štafeta však byla v rozběhu diskvalifikována. Na olympiádě v Melbourne v roce 1956 doběhl ve finále nejkratšího sprintu pátý a byl členem bronzové německé štafety na 4 × 100 metrů. Nejúspěšnější sezónou se pro něj stal rok 1958. Vyrovnal světový rekord v běhu na 200 metrů časem 20,6 s (a vytvořil tak nový evropský rekord) a byl také členem německé štafety na 4 × 100 metrů, která vyrovnala světový rekord 39,5 s. Na mistrovství Evropy ve Stockholmu zvítězil v běhu na 200 metrů, na poloviční trati doběhl druhý za svým krajanem Harym. Zlatou medaili vybojoval také ve štafetě na 4 × 100 metrů. Kvůli zdravotním problémům neměl vrcholnou formu v době římské olympiády v roce 1960 a vypadl v rozbězích na 100 i 200 metrů. V závěru sportovní kariéry vybojoval v roce 1962 v Bělehradu titul mistra Evropy ve štafetě na 4 × 100 metrů.